# Malin Hartelius
Malin Hartelius, née le 1er septembre 1966 à Malmö (Suède), est une chanteuse d'opéra suédoise de tessiture soprano.
Elle se produit régulièrement avec des chefs tels que Nikolaus Harnoncourt, Ton Koopman, Riccardo Chailly, Sir John Eliot Gardiner, Peter Schreier, Herbert Blomstedt  et Frans Brüggen et a collaboré avec des orchestres tels que l'Orchestre philharmonique d'Oslo, l'Orchestre de la Tonhalle de Zurich, l'Orchestre symphonique de San Francisco  et le Concentus Musicus Wien.  

## Filmographie

### À la télévision
- 1991 : Die Entführung aus dem Serail
- 1997 : Die Entführung aus dem Serail
- 1999 : Der Freischütz
- 1999 : Hänsel und Gretel
- 2000 : Die Zauberflöte
- 2001 : Die Fledermaus (La Chauve-souris)
- 2002 : Il ritorno d'Ulisse in patria
- 2003 : Die Entführung aus dem Serail
- 2004 : Der Rosenkavalier
- 2004 : L'Enlèvement au Sérail
- 2004 : Les Indes galantes
- 2006 : Mozart 22
- 2007 : Don Giovanni
- 2009 : Le Nozze di Figaro
- 2010 : Cosi Fan Tutte : Wolfgang Amadeus Mozart
- 2012 : Das Labyrinth
- 2014 : Così fan tutte